# チェスネキー・ジュラ
チェスネキー・ジュラ（Cseszneky Gyula, 1914年 - 1970年）は、第二次世界大戦中のイタリア王国の傀儡政権ピンドス公国・マケドニア公国の名目的な君主。ハンガリー王国の名門貴族チェスネキー家の当主であり、チェスネキー（en）伯爵、Milvány男爵、初代バコニ伯爵。多彩な人物で詩人かつ翻訳家で冒険家でもあった。

## 生涯
元々はカトリックの司祭を目指していたが、軍人を志すようになった。イタリアの士官学校に通い、ピオンビーノ公バルダッサーレ・ボンコンパーニ の援助を受けた。この間にイタリア文学に耽溺し、ガブリエーレ・ダンヌンツィオの詩をハンガリー語に翻訳するなどしている。
1940年の第二次ウィーン裁定後には、予備役の参謀将校としてトランシルヴァニアに進駐し、摂政ホルティ・ミクローシュよりヴィテーズ・Milványiの称号を贈られた。1941年にはクロアチア独立国のトミスラヴ2世よりバコニ伯の称号を受けた。1943年にイタリアが建設したピンドス公国の摂政となり、その後成立したマケドニア公国では大公ユリウス1世として国家元首に就任したが、どちらの場合も実権を保持していなかった。さらに1943年9月にはイタリアが連合国に降伏したため、ナチス・ドイツの手によってバルカン半島は占領された。チェスネキーは強制退位させられ、ハンガリーに帰国した。兄チェスネキー・ミハーイ がミカエール1世として即位するよう求められたが拒否し、公国自体が消滅した。
チェスネキーは反ナチス主義者であり、ユダヤ人の親族もいたためゲシュタポに追われることになった。またブダペストではナチスの迫害からユダヤ人の救出をしたため、戦後にはイスラエルより「諸国民の中の正義の人」の称号を贈られている。
戦後、チェスネキーはハンガリー共産政権から逃れるため、同様に傀儡君主であったトミスラヴ2世とともにアルゼンチンに亡命した。その後チェスネキーはブラジルで生活し、1970年に死亡した。